# Stade de Daegu
Le stade de Daegu (anciennement Daegu World Cup Stadium) (en hangeul : 대구 스타디움) est un stade multi-usages de 66 422 places, situé à Daegu en Corée du Sud.
Principalement utilisé pour le football, il est l'enceinte du Daegu FC qui évolue en K-League depuis 2003. Il possède en outre une piste d'athlétisme lui permettant d'accueillir d'autres événements sportifs.

## Histoire
Achevée en mai 2001, sa construction aura coûté plus de 280 milliards de wons, soit près de $265 millions de dollars US. Il fut l'un des 20 stades à accueillir des matchs de la Coupe du monde de football de 2002. Il est désormais utilisé par le Daegu FC.
Inauguré sous le nom de Daegu World Cup Stadium (hangul: 대구 월드컵 경기장), le nom a été changé en Daegu Stadium (hangul: 대구 스타디움) le 5 mars 2008.
En 2011, les 13es championnats du monde d'athlétisme s'y déroulent. La piste d'athlétisme, inaugurée en septembre 2010, est fabriquée par Mondo et est bleu clair.

## Événements
- Coupe des confédérations 2001
- Coupe du monde de football de 2002
- Universiade d'été 2003
- Colorful Daegu Pre-Championships Meeting de 2010
- Championnats du monde d'athlétisme 2011
- Marathon de Daegu

### Coupe du monde de football de 2002

#### Matchs du1ertour
- 6 juin 2002: Danemark 1-1 Sénégal
- 8 juin 2002: Slovénie 0-1 Afrique du Sud
- 10 juin 2002: Corée du Sud 1-1 USA

#### Petite finale (Match pour la3eplace)
- 29 juin 2002: Corée du Sud 2-3 Turquie